# Eurynome
Eurynome (лат.) — род крабов семейства Majidae. Их панцири покрыты множеством выступов. Морские всеядные крабы.

## Виды
Род включает следующие современные виды:
- Eurynome aspera (Pennant, 1777)
- Eurynome bituberculata Griffin, 1964
- Eurynome erosa A. Milne-Edwards, 1873
- Eurynome parvirostris Forest & Guinot, 1966
- Eurynome spinosa Hailstone, 1835